# 소도미
소도미(sodomy, /ˈsɒdəmi/, 영국 영어: buggery)는 일반적으로 사람 간의 항문 섹스(때때로 구강 성교) 또는 인간과 다른 동물 간의 성적 활동(수간)을 의미한다. 또한 출산과 관련이 없는 성행위(비삽입성교 포함)를 의미할 수도 있다. 원래 소도미(sodomy)라는 용어는 창세기의 소돔과 고모라 이야기에서 파생되었으며 일반적으로 동성애 항문 성행위로 국한되었다. 따라서 이 용어는 해당 맥락에서 한국어 성경에서 남색, 비역으로 번역된다. 많은 국가의 소도미법은 해당 행위를 범죄로 규정했다. 서구 세계에서는 이러한 법률 중 다수가 뒤집혔거나 일상적으로 시행되지 않는다. 소도미를 행하는 사람은 때때로 경멸적인 용어인 소도마이트(sodomite)로 불린다.

## 같이 보기
- 동성애와 기독교